# Prosopogryllacris palawanica
Prosopogryllacris palawanica är en insektsart som beskrevs av Andrej Vasiljevitj Gorochov 2005. Prosopogryllacris palawanica ingår i släktet Prosopogryllacris och familjen Gryllacrididae. Inga underarter finns listade i Catalogue of Life.